# بوب وارمينغ
بوب وارمينغ (بالإنجليزية: Bob Warming)‏ هو لاعب كرة قدم أمريكي، ولد في 1953.